# Тејлор (Мичиген)
Тејлор (Мичиген) (енгл. Taylor) град је у америчкој савезној држави Мичиген. По попису становништва из 2010. у њему је живело 63.131 становника.

## Демографија
Према попису становништва из 2010. у граду је живело 63.131 становника, што је 2.737 (4,2%) становника мање него 2000. године.
| Група             | 2000.          | 2010.          |
| Белци             | 55.338 (84,0%) | 47.177 (74,7%) |
| Афроамериканци    | 5.763 (8,7%)   | 10.004 (15,8%) |
| Азијати           | 1.072 (1,6%)   | 1.121 (1,8%)   |
| Хиспаноамериканци | 2.131 (3,2%)   | 3.209 (5,1%)   |
| Укупно            | 65.868         | 63.131         |